# Daniel Woge
Daniel Woge (* 1717 in Berlin; † 6. Dezember 1797 in Neustrelitz) war ein deutscher Maler und Zeichner.

## Leben
Woge war ein Schüler von Antoine Pesne. 1752 berief ihn Herzog Adolf Friedrich IV. von Mecklenburg-Strelitz zu seinem Hofmaler in Neustrelitz. Hier blieb er bis an sein Lebensende. Er war vor allem als Porträtmaler für die herzogliche Familie tätig, malte aber auch Altartafeln (so für die Nikolaikirche in Friedland) und fertigte Vorzeichnungen für Kupferstiche. Seine Porträts hingen in allen größeren Museen Mecklenburgs, aber auch in der Porträtsammlung von Schloss Gripsholm in Schweden.
Im Auftrag von Erbprinz Carl malte er 1770 eine Bildserie der Prillwitzer Idole in Öl und gab zusammen mit Andreas Gottlieb Masch 1771 Die gottesdienstlichen Alterthümer der Obotriten aus dem Tempel zu Rhetra, am Tollenzer-See heraus; darin Kupferstiche nach seinen Originalen von Johann Conrad Krüger.

## Werke

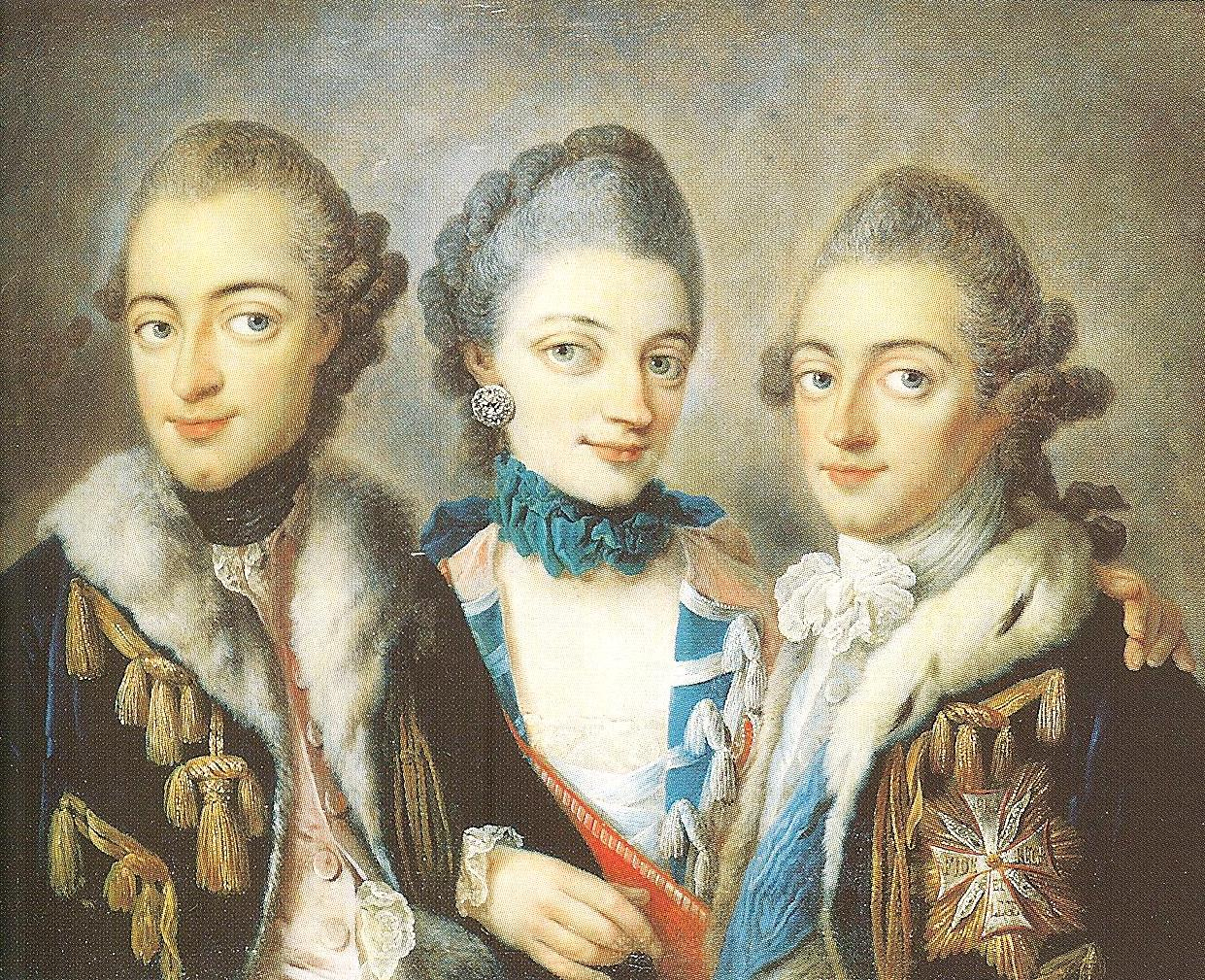
Herzog Adolf Friedrich IV. und seine Geschwister, Staatliches Museum Schwerin

- Kniebilder des Herzogs und seiner Schwester im Schlossmuseum Neustrelitz (1945 zerstört?)
- Konzert im Freien, Öl auf Leinwand, 54 × 44 cm, Staatliches Museum Schwerin
- Altarbild in der Nikolaikirche Friedland (Mecklenburg) (1945 zerstört?)
- Herzog Adolf Friedrich IV., ca. 1760, Öl auf Leinwand, 137 × 100 cm, Staatliches Museum Schwerin
- Herzog Adolf Friedrich IV. und seine Geschwister, Staatliches Museum Schwerin (zugeschrieben)
- Mutterfreuden im Neubrandenburger Rathaus (1945 zerstört?)

In der britischen Royal Collection befinden sich:
- Herzogin Elisabeth Albertine, ca. 1740–1752, Öl auf Leinwand, 80,0 × 63,5 cm[1]
- Herzog Karl,  ca. 1740–1752, Öl auf Leinwand, 81,4 × 67,5 cm[2]
- Herzog Adolf Friedrich IV., signiert und datiert 1768, Öl auf Leinwand, 68,3 × 54,1 cm[3]

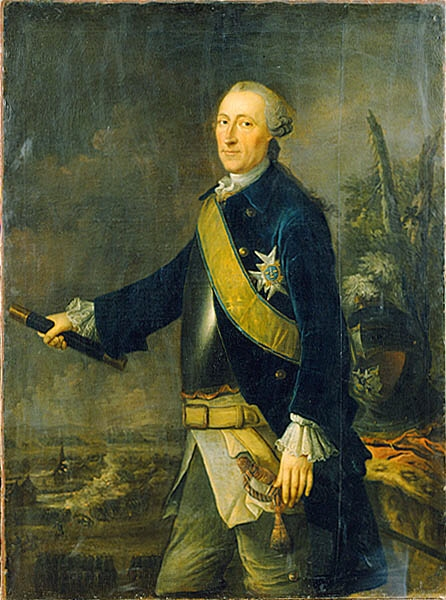
Reinhold Johan von Lingen

In der Porträtsammlung von Schloss Gripsholm:
- Reinhold Johan von Lingen, schwedischer Generalleutnant, bezeichnet „D. Woge pinxit Stralsund 1759“,  Öl auf Leinwand, 151 × 112,5 cm[4]
- Karl Gustav Strömschiöld, schwedischer Oberst, bezeichnet „D. Woge pinxit Stralsund 1759“,  Öl auf Leinwand, 76 × 60 cm[5]
- Axel Fredrik von Fersen (1719–1794), Öl auf Leinwand, 85 × 69 cm[6]

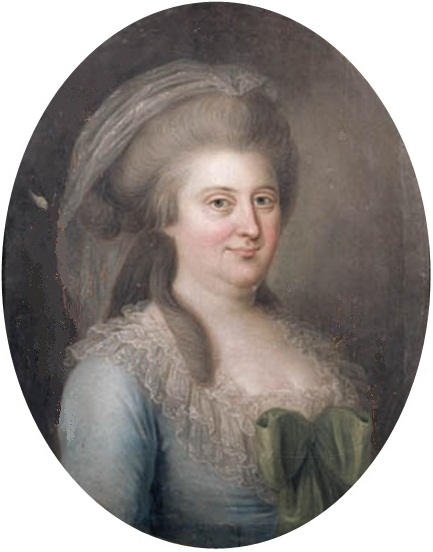
Porträt Luise von Sachsen-Gotha-Altenburg (1756–1808)

Mehrere Werke Woges aus ehemals großherzoglich mecklenburg-schwerinschem Privatbesitz, die 1954 im Staatlichen Museum Schwerin inventarisiert worden waren, wurden nach erfolgter Restitution 1999 bei Christie’s in Amsterdam versteigert. Dazu gehören:
- Porträt Herzogin Luise Charlotte (ca. 1790)[7]
- Porträt Luise von Sachsen-Gotha-Altenburg (1756–1808) (ca. 1784/88)[8]
- Porträt Luise von Sachsen-Gotha-Altenburg (1756–1808)[9]
- ganzfiguriges Porträt Adolf Friedrich IV.[10]

## Schriften
- Die gottesdienstlichen Alterthümer der Obotriten aus dem Tempel zu Rhetra am Tollenzer-See Nach den Originalien auf das genaueste gemahlet, und in Kupferstichen, nebst Hrn. Andreas Gottlieb Maschens, Herzogl. Mecklenb. Strelitzischen Hofpredigers, Consistorial-Raths und Superintendentens Erläuterung derselben, herausgegeben von Daniel Wogen, Herzogl. Mecklenb. Strel. Hofmahler. Rellstab, Berlin 1771 (Digitalisat des Exemplars der Herzog August Bibliothek).